# Yvonne Netter

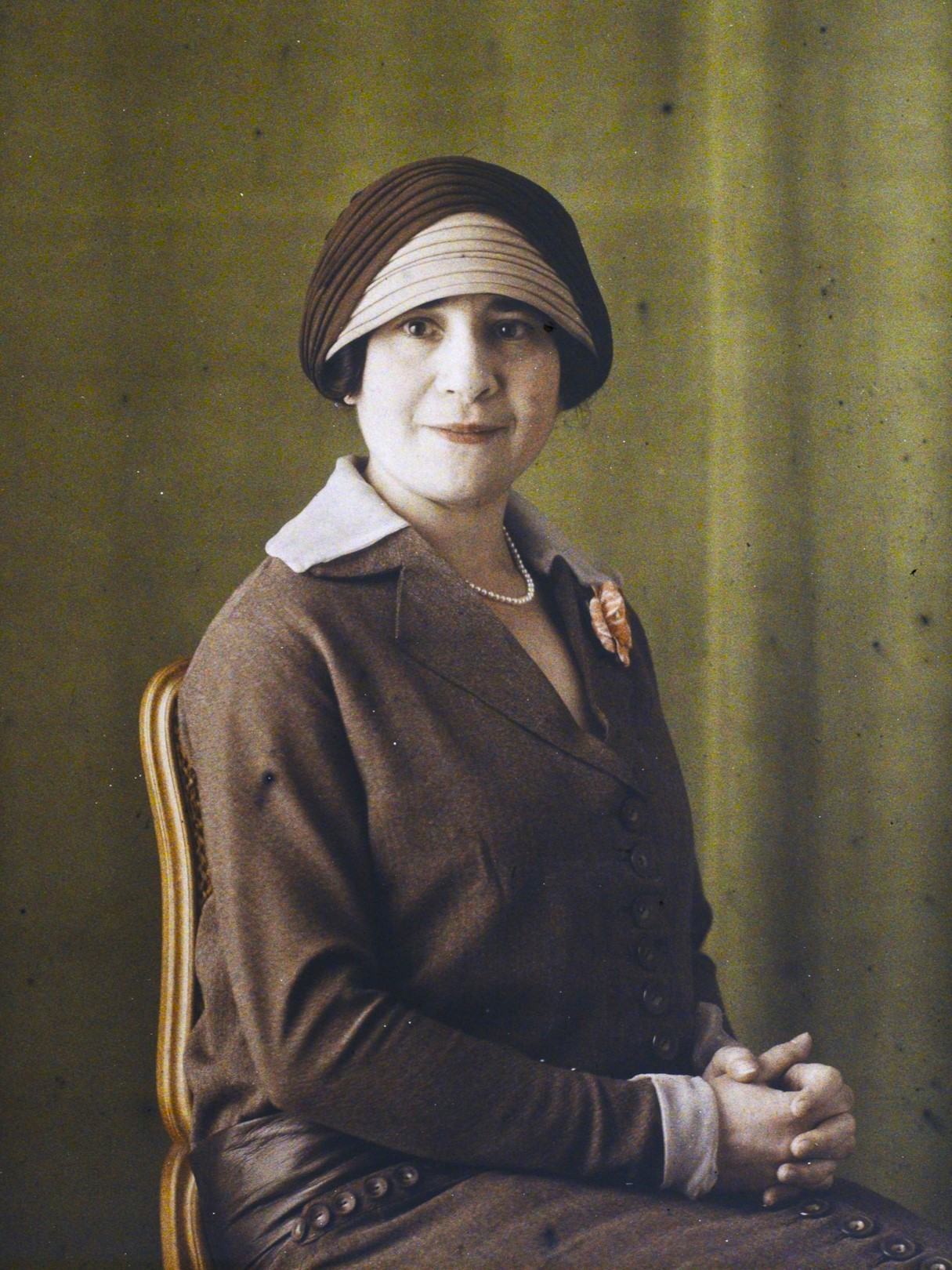
Yvonne Netter 1925

Yvonne Netter (* 8. April 1889 in Paris; † 30. August 1985 ebenda) war eine französische Rechtsanwältin, Feministin und Widerstandskämpferin.

## Leben

### Familie
Die aus einem bürgerlichen Milieu stammende Yvonne Netter war die Tochter des elsässischen Industriellen Mathieu Netter und von Blanche Isaac. Im Alter von 14 Jahren verlor sie ihre Mutter. Sie erwarb einen höheren Schulabschluss und studierte anschließend an der Sorbonne für junge Mädchen. Sie heiratete 1911 Pierre Isaac Gompel und brachte im Jahr darauf einen Sohn, Didier Gompel-Netter, zur Welt. Ihr Mann war gesundheitlich angeschlagen und wurde in den ersten Jahren des Ersten Weltkriegs aus der Armee entlassen. Von 1915 bis 1917 arbeitete sie als Krankenschwester im Militärkrankenhaus in Meaux. Im Jahr 1917 verließ ihr Mann das Heim und das Paar ließ sich 1918 scheiden.

### Ausbildung und Anwaltskarriere
Mit der Unterstützung ihres Vaters nahm sie daraufhin ihr Studium wieder auf und erwarb ihr Baccalauréat. Ursprünglich wollte sie Lehrerin werden, aber sie hatte ein Kind zu versorgen und entschied sich deshalb aus praktischen Erwägungen heraus für die Rechtswissenschaften. Da sie während des Krieges als Krankenschwester gearbeitet hatte, machte sie innerhalb von zwei Jahren ihren Abschluss und wurde 1920 Anwältin. Ihre Dissertation befasste sich mit der Arbeit der verheirateten Frau. Sie gehörte zur ersten Generation von Anwältinnen, da ihnen der Beruf erst seit 1900 (Zulassung von Olga Petit) offenstand. Netter wurde im selben Jahr wie Andrée Lehmann und Marcelle Kraemer-Bach in die Pariser Anwaltskammer aufgenommen.
Zu ihren Kunden zählten viele Frauen und einige Prominente. So unterstützte sie 1924 Jean Ernest-Charles bei der Verteidigung des Schriftstellers Victor Margueritte, der des Plagiats beschuldigt wurde. Im Februar 1930 vertrat sie zusammen mit Juliette Veillier-Duray in der Affäre Violette Morris den französischen Frauen-Sportverband, der Morris unter anderem der Homosexualität beschuldigt hatte und von dieser auf Schadensersatz verklagt worden war. Sie veröffentlichte ein Handbuch zum Frauenrecht für die breite Öffentlichkeit. Es trägt den Titel „Le Code de la femme“ und wurde von der Frauen- und Frauenzeitschriftenpresse aufgegriffen.

### Feminismus und Zionismus

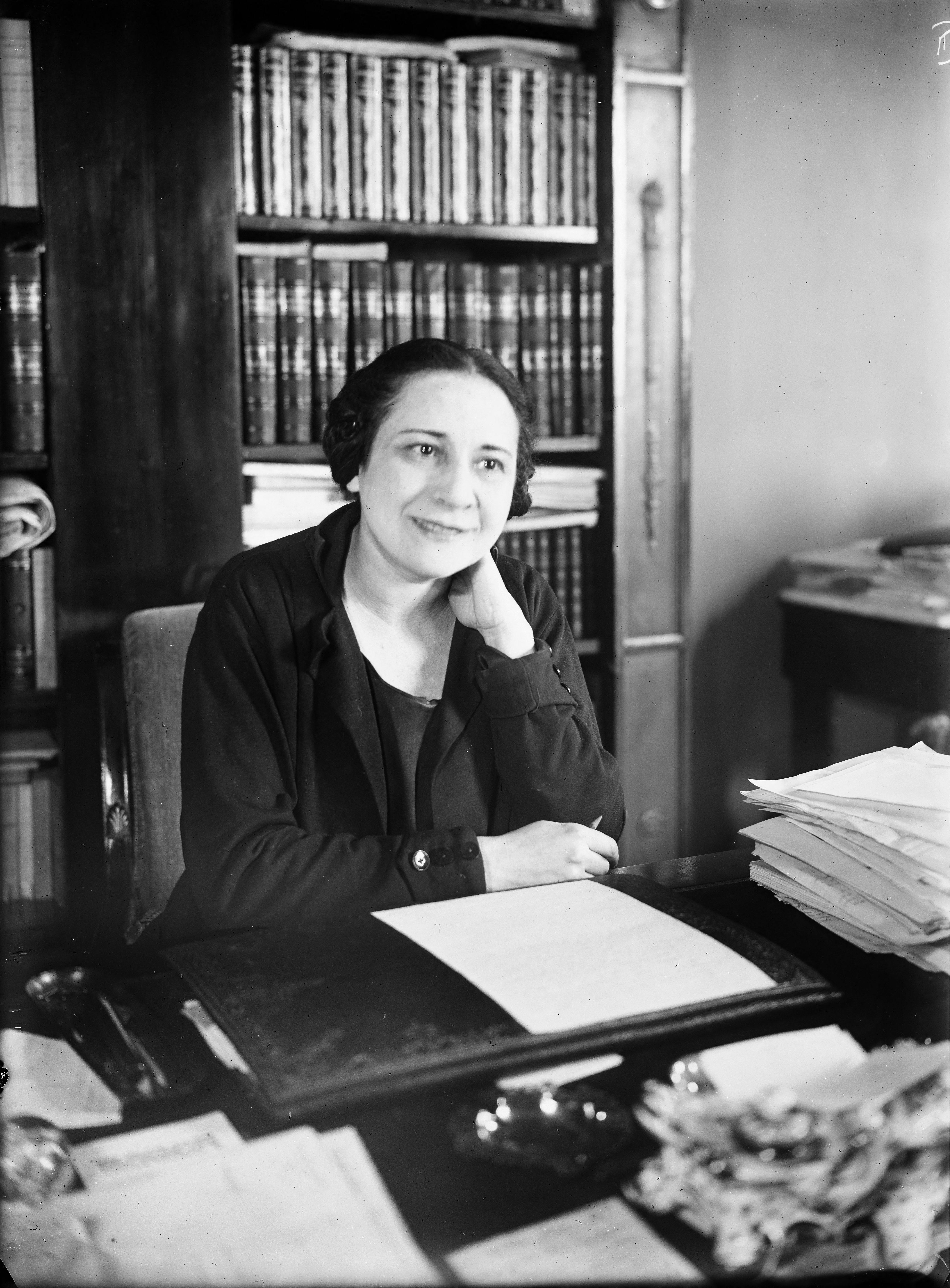
Yvonne Netter (Foto:Thérèse Bonney)

Als Feministin setzte sich Yvonne Netter für das Frauenwahlrecht ein. Sie engagierte sich in der Ligue française pour le droit des femmes (LFDF) und in der Société pour l’amélioration du sort de la femme et la revendication de ses droits (SASFRD), deren Vorsitz sie von 1932 bis 1934 innehatte. Sie war auch Mitglied mehrerer Frauenverbände (Union des femmes de carrières libérales et commerciales, Soroptimist und Association française des femmes diplômées des universités). 1933 gründete sie das Foyer-Guide féminin.
Als Unterstützerin der Zionistischen Bewegung trat sie mehreren jüdischen Frauenverbänden bei. 1923 gründete sie zusammen mit Suzanne Zadoc-Kahn die Union des femmes juives pour la Palestine (Jüdische Frauenunion für Palästina), die französische und weibliche Sektion der Zionistischen Weltorganisation, und übernahm deren Vorsitz. Zwischen dem Ende des Jahrzehnts und 1939 hielt sie in vielen Ländern (Frankreich, Ägypten, Tunesien, Marokko, Belgien, Schweiz, Luxemburg und Palästina) Vorträge zugunsten des Zionismus und teilte dort ihre Begeisterung für die Kibbuzim.
Netter und andere französische Feministinnen verbanden ihre Ziele mit umfassenderen antikolonialen Zielen, die im internationalen Milieu von Paris verfolgt wurden, beispielsweise in politischen und satirischen Beiträgen zu Rasse und Geschlecht für La Française, eine feministische Zeitschrift, und La Dépêche Africaine. Netter war unter den schwarzen Parisern bekannt, bevor La Dépêche Africaine erstmals veröffentlicht wurde. Französisch sprechende Afrikaner waren – wie französische Frauen – ebenfalls nicht wahlberechtigt, obwohl ihre Familien im Krieg Opfer für Frankreich gebracht hatten.

### Krieg und Nachkriegszeit
Zu Beginn des Zweiten Weltkriegs im Dezember 1940 konvertierte sie unter dem Einfluss von Madeleine Fauconneau du Fresne, einer Aktivistin der Réarmement moral, zum Katholizismus. Diese hatte Yvonne Netter nach einem Streit mit einem Nachbarn als Anwältin engagiert und aus dieser Begegnung entstand eine Freundschaft.
Yvonne Netter durfte ihren Beruf als Rechtsanwältin 1941 aufgrund der Gesetze zum Status der Juden nicht ausüben. Von November 1940 bis Juni 1942 war sie Teil eines Widerstands-Netzwerks der Résistance, in dem sie von zu Hause aus als „Briefkasten“ und Linotypistin tätig war. Am 4. Juli 1942 wurde sie von französischen Polizisten und einem Mitglied der Gestapo verhaftet.
Sie wurde in der Kaserne von Tourelles (Paris), ab dem 13. August im Lager Drancy und ab dem 1. September im Lager Pithiviers interniert. Aus letzterem entkam sie im Februar 1943 dank der Hilfe von Madeleine Fauconneau du Fresne und Line Piguet. Sie wurde bei dem Gemüsebauern Henri Tessier, seinem Freund Joseph-Marie Cardin und später bei der Familie von Cardins Tochter Josèphe-Marie Massé in Gentilly versteckt. Weil sie Yvonne Netter gerettet hatte, wurde Madeleine Fauconneau du Fresne mehrere Monate im Lager Beaune-la-Rolande interniert und trug einen weißen Davidstern mit der Aufschrift „Amie des Juifs“ (Freundin der Juden). Fauconneau wurde schließlich am 11. Juni 1943 aus Mangel an Beweisen freigelassen. Nachdem sie Yvonne Netter wiedergefunden hatte, fuhr sie mit ihr zu Freunden nach Capvern (Hautes-Pyrénées) in die Südzone. In Toulouse traf Yvonne Netter ihren Bruder Léo, dessen Frau und ihre beiden Kinder wieder; bis Ende 1943 lebte sie mit Madeleine in deren Haus. Léo Netter wurde jedoch verhaftet und mit seiner Frau und den Kindern in einem Zug deportiert, der Toulouse am 30. Juli verließ. Léo und seine Kinder kehrten aus den Vernichtungslagern zurück. Antoinette wurde im KZ Ravensbrück ermordet, ein Schicksal, das sie mit Line Piguet teilte. Yvonne Netter reiste daraufhin zu Madeleines Freunden in die Vendée und kehrte nach Paris zurück, wo sie Madeleine wiedertraf; die beiden Freundinnen lebten dort bis zur Befreiung versteckt. Zwischen Juli und Dezember 1943 und zwischen Juni und August 1944 war Yvonne Netter Verbindungsagentin des Widerstandsnetzwerks Comète.
Nach der Befreiung kehrte sie zu ihrem Beruf als Anwältin zurück. 1950 war sie unter anderem die Anwältin der Psychoanalytikerin Margaret Clark-Williams, die der illegalen Ausübung der Medizin angeklagt war. Mit Madeleine Fauconneau du Fresne blieb sie bis zu ihrem Tod im Jahr 1985 eng befreundet. Letztere erhielt 2018 von Yad Vashem den Titel „Gerechte unter den Völkern“ für den Schutz, den sie Yvonne Netter gewährt hatte, ein Titel, der zuvor auch den Familien Tessier, Piguet und Cardin für die Rettung von Netter und anderen verliehen worden war.
Yvonne Netter ist auf dem Cimetière du Montparnasse begraben.

## Ehrungen und Archiv

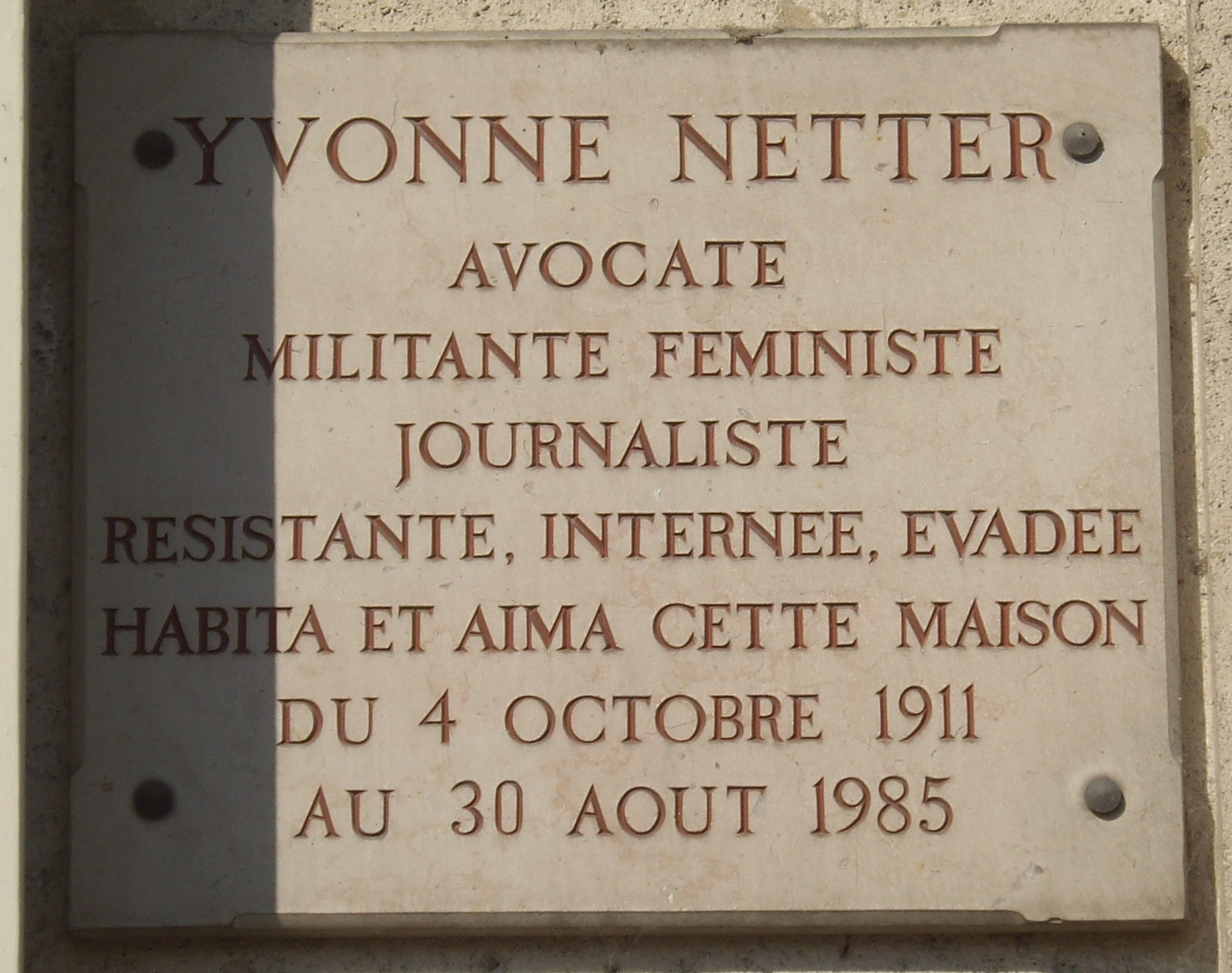
Plakette Yvonne Netter, 3 quai aux Fleurs, Paris

Yvonne Netter wurde zur Offizierin der Ehrenlegion ernannt. Eine Plakette am Quai aux Fleurs im 4. Arrondissement von Paris erinnert an sie. Carole Roussopoulos drehte einen Kurzfilm über sie.
Die Bibliothèque Marguerite-Durand bewahrt ein Yvonne-Netter-Archiv auf, das von ihrem Sohn Didier Gompel-Netter übergeben wurde. Ein Artikel im Suchbuch der Bibliothek zeichnet ihr Leben und ihre Karriere nach.

## Werke
Eine ausführliche Werksliste findet sich in der französischen Sprachversion sowie im Weblink der französischen Nationalbibliothek. Übersetzungen in die deutsche Sprache sind nicht bekannt.